# Baumgarten (Gemeinde Ober-Grafendorf)
Baumgarten ist eine Ortschaft und als Baumgarten bei Grafendorf eine Katastralgemeinde der Marktgemeinde Ober-Grafendorf im Bezirk St. Pölten-Land in Niederösterreich. Die Ortschaft hat 153 Einwohner (Stand 1. Jänner 2024).

## Geografie
Das Dorf liegt südlich von Ober-Grafendorf und an der Ostseite des Waldes Im Hochholz. Es ist von der Landesstraße L5006 über eine Nebenstraße erreichbar.

## Geschichte
Im Jahr 1822 wurde der Ort als Dorf mit 18 Häusern genannt, das nach Ober-Grafendorf eingepfarrt war, wohin auch die Kinder eingeschult wurden. Die Herrschaft Mitterau besaß die Ortsobrigkeit, übte die Landgerichtsbarkeit aus. Die Herrschaft Friedau besorgte die Konskription. Die Untertanen und Grundholde des Ortes gehörten den Herrschaften Mitterau, Grünbichl und Goldegg.
Laut Adressbuch von Österreich war im Jahr 1938 in Baumgarten eine Gastwirtschaft ansässig.